# HNK Croatia Gnjilišta
HNK Croatia je bivši bosanskohercegovački nogometni klub iz Gnjilišta kod Čapljine.

## Povijest
Klub je osnovan 1994. godine. U sezonama 1995./96. i 1996./97.  nastupa u Drugoj ligi Herceg-Bosne – skupina Jug gdje osvaja treće odnosno jedanaesto mjesto. Dio utakmica odigrali su na igralištu u Čeljevu.
Tijekom 2000-ih igrali su u 1. županijskoj ligi HNŽ.